# لیموئیرو
لیموئیرو (به پرتغالی: Limoeiro) یک منطقهٔ مسکونی در برزیل است که در پرنامبوکو واقع شده‌است. لیموئیرو ۲۶۹٫۹۷ کیلومتر مربع مساحت و ۵۶٬۱۹۸ نفر جمعیت دارد و ۱۳۸ متر بالاتر از سطح دریا واقع شده‌است.